# Catalpa ovata
Catalpa ovata, la catalpa amarilla o catalpa china (chino: 梓, pinyin: zǐ), es un árbol nativo de China.

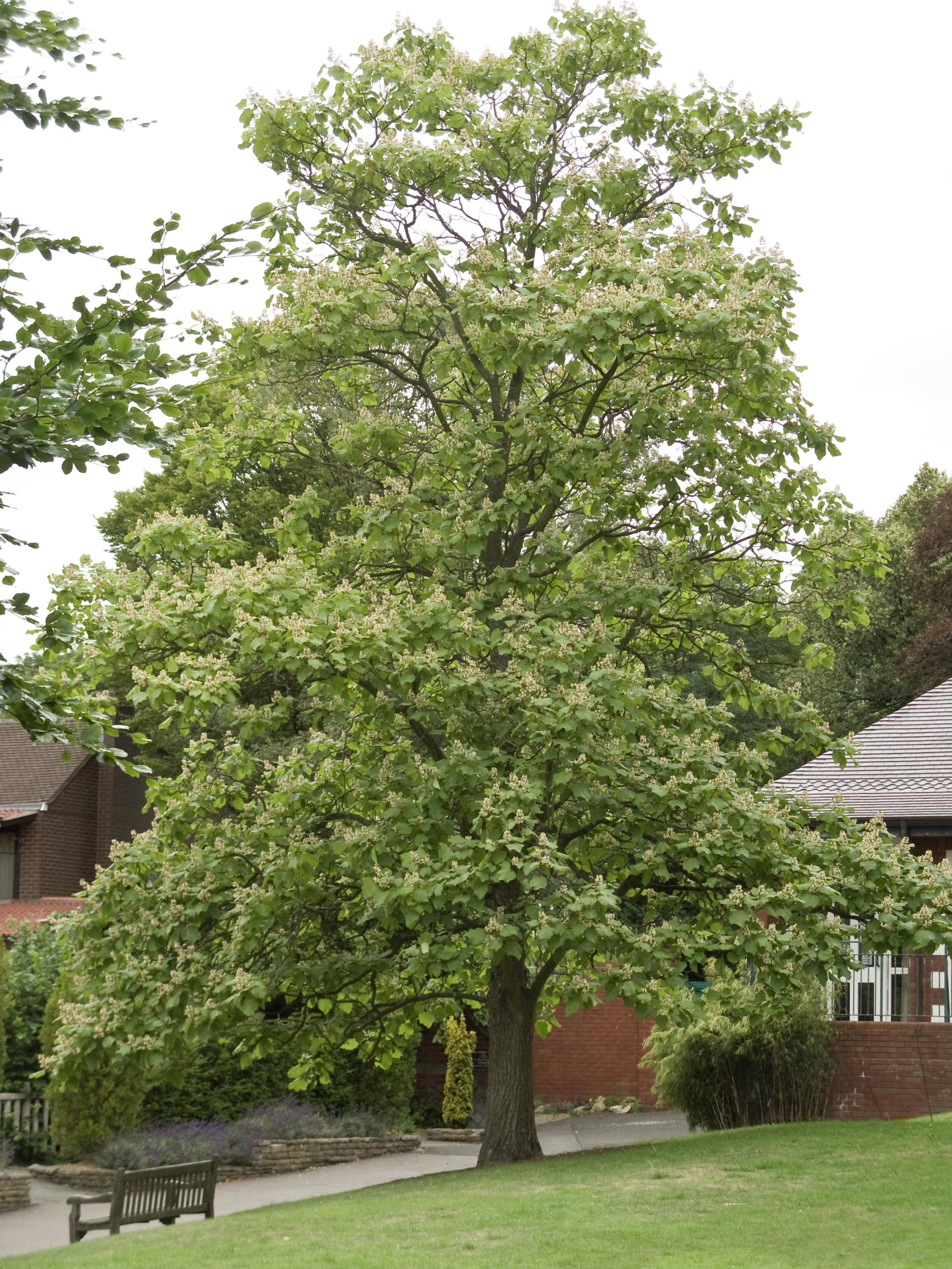
Árbol con flor en cultivación en el Jardín Botánico de Birmingham.

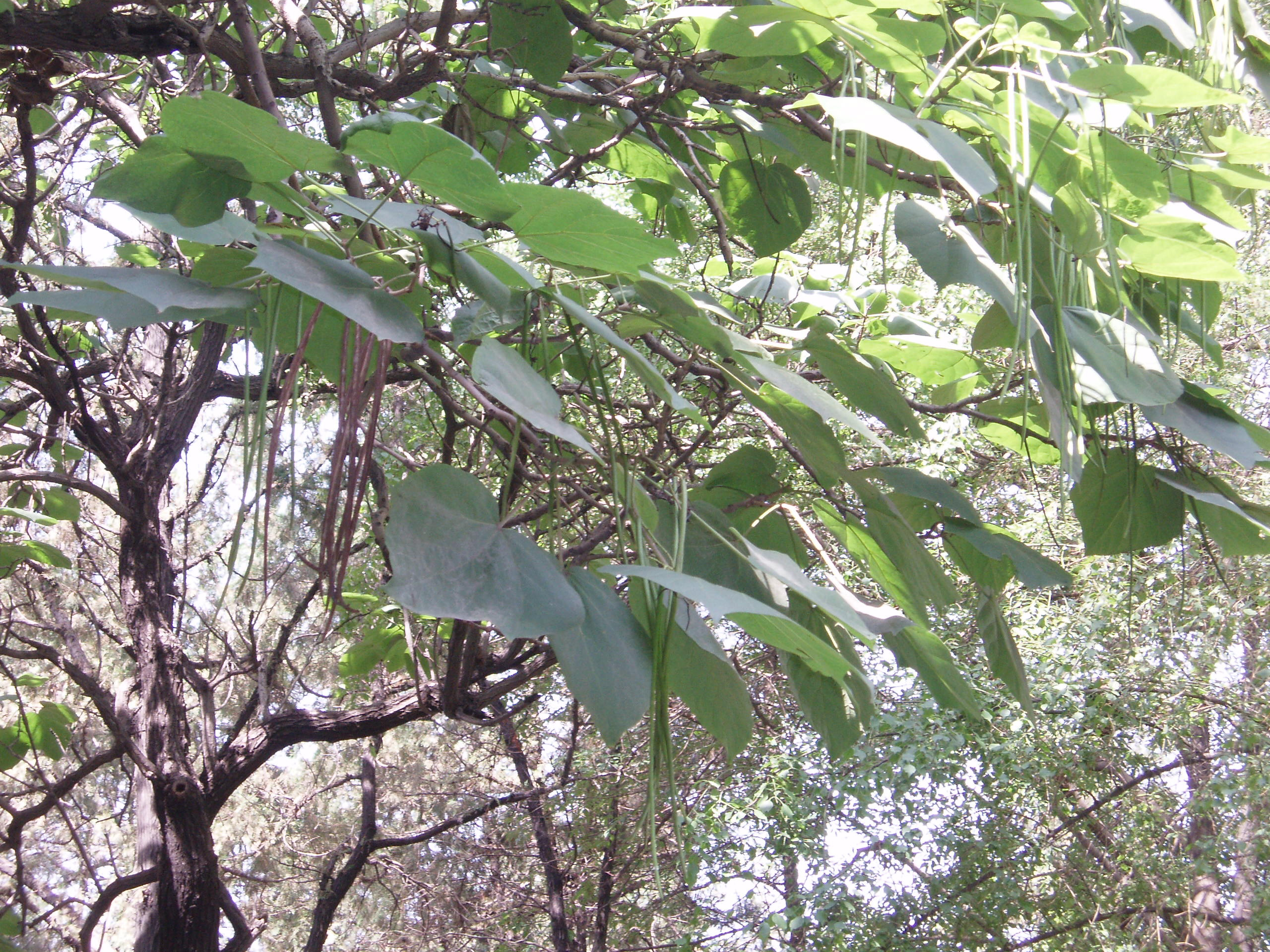
Hojas y vainas

## Descripción
En comparación con C. speciosa, es mucho más pequeño, por lo general alcanza alturas entre 6 a 9 m (20 y 30 pies). Las inflorescencias tienen 100 a 250 mm de largo (4 a 10 pulgadas) son racimos de flores blancas con matices claramente amarillos, las flores individuales son de aproximadamente 2.5 cm (1 pulgada) de ancho. Florece en julio y agosto. Las hojas son muy similares en forma a las del Paulownia tomentosa, con tres lóbulos (dos son abruptamente truncadas por el borde, con un tercero en el centro ligeramente agudo, apuntando al lóbulo forman el ápice de la hoja ), y verde oscuro. Las frutas son vainas estrechas de 30 cm de largo.

## Distribución
Aunque es nativa de las provincias más templadas de China (Anhui, Gansu, Hebei, Heilongjiang, Henan, Hubei, Jiangsu, Jilin, Liaoning, Mongolia Interior, Ningxia, Qinghai, Shaanxi, Shandong, Shanxi, Sichuan, Xinjiang), C. ovata se cultiva también en Norteamérica y Europa. Es comúnmente usado para hacer la parte inferior del Guqin.

## Química
La planta contiene dehidro-alfa-lapachona (DAL), que inhibe la regeneración de vasos, interfiere con la anastomosis y limita la formación de plexos en el pez cebra. El DAL también controla el desarrollo del hongo añublo del arroz, plagas de tomate tardío, la hoja de trigo roya, el moho de cebada en polvo y la pimienta roja antracnosis (Colletotrichum coccodes (Wallr) S Hughes). El producto químico fue particularmente eficaz en la supresión de la antracnosis.

## Taxonomía
Catalpa ovata fue descrita por George Don  y publicado en A General History of the Dichlamydeous Plants 4: 230. 1837.
Etimología
Ver: Catalpa
ovata: epíteto latino que significa "con forma de huevo".
Sinonimia
- Catalpa bignonioides var. kaempferi DC.
- Catalpa bungei Dippel
- Catalpa henryi Dode
- Catalpa himalayaca Dippel
- Catalpa himalayensis Dippel
- Catalpa kaempferi (DC.) Siebold & Zucc.
- Catalpa nana Dippel
- Catalpa ovata var. flavescens Bean
- Catalpa wallichiana auct.[13][14]